# Prêmio Postel
O Prêmio Postel (em inglês: Jonathan B. Postel Service Award) é um prêmio homenageando Jon Postel. O prêmio é concedido anualmente desde 1999 pela Internet Society, a fim de "honorificar uma pessoa que contribuiu de maneira destacada a serviço da comunidade de comunicação de dados".
O primeiro a ser laureado foi o próprio Jon Postel (postumamente).
O prêmio foi criado por Vint Cerf, quando presidente da Internet Society, e anunciado em "I remember IANA" publicado como RFC 2468.

## Laureados
- 1999 - Jon Postel
- 2000 - Scott Bradner
- 2001 - Daniel Karrenberg
- 2002 - Stephen Wolff
- 2003 - Peter Thomas Kirstein
- 2004 - Phill Gross
- 2005 - Jun Murai
- 2006 - Bob Braden e - Joyce K. Reynolds
- 2007 - Nii Quaynor
- 2008 - La Fundacion Escuela Latinoamericana de Redes (EsLaRed)
- 2009 - CSNET
- 2010 - Jianping Wu
- 2011 - Kilnam Chon
- 2012 - Pierre Ouedraogo
- 2013 - Elizabeth J. Feinler